# Irepodum/Ifelodum
Irepodum/Ifelodum (Irepodun/Ifelodun) é uma área do governo local do estado de Equiti, Nigéria. Sua sede está na cidade de Igedê.
Possui uma área de 356 km² e uma população de 131 330 no Censo de 2006.
O código postal da área é 362.